# Зимнее утро после дождя, Гарденерс-Крик
«Зимнее утро после дождя, Гарденерс-Крик» (англ. Winter morning after rain, Gardiner's Creek) — картина австралийского художника Тома Робертса, написанная в 1885 году. Находится в Художественной галерее Южной Австралии в Аделаиде.

## Описание
Будучи в начале 1880-х годов в Лондоне, Том Робертс оказался под сильным впечатлением от серебристых видов Темзы американского художника Джеймса Уистлера.
На картине «Зимнее утро после дождя» изображён человек верхом на лошади, ведущий небольшую группу крупного рогатого скота по деревянному мосту через Гардинерс-Крик, тогда находившемуся на окраине Мельбурна.
Робертс изумительно изобразил вид моста с удлинёнными формами деревянных столбов и их отражений в воде, а также изобретательно расположил ограду моста, так что она выглядит декоративным прямоугольным узором вдоль верхнего края картины. Полотно, таким образом, является типичным импрессионистским сюжетом с необычными углами обзора. Однако Робертс избегает растворения предмета в цветовых эффектах, в результате картина больше похожа на произведение Джеймса Уистлера, чем на Моне.

## История
Картина была получена Художественной галереей Южной Австралии в 2011 году как дар от Макса Картера из его коллекции в ходе празднования 130-й годовщины создания галереи.